# De fulanas y menganas
De fulanas y menganas fue un teleteatro unitario argentino emitida entre 1987 y 1989 por ATC, que contó con los protagónicos de Marta Bianchi y Olga Zubarry junto a destacados elencos rotativos. El ciclo fue creado por Elena Antonietto y Jorge Hayes, entre muchas otras. Todas ellas como protagonistas únicas a Marta Bianchi, Olga Zubarry y Noemí Frenkel.

## Sinopsis
El ciclo contó con varias historias, cada una emitida en un episodio semanal (todos los lunes), donde relatan diferentes sucesos que rodean los problemas de la vida diaria: La explotación del ama de casa, la sexualidad en la tercera edad, la inserción de la mujer en la vida política, el servicio doméstico, la enfermedad , depresiones, violencia infantil, la infidelidad, el embarazo no deseado, entre muchas otras. Todas ellas tuvieron como protagonistas a Marta Bianchi, Olga Zubarry y Noemí Frenkel, junto a un elenco rotativo.

## Elenco y episodios[5]
La mujer y el trabajo:
- Marta Bianchi
- Olga Zubarry
- Juan José Camero
- Noemí Frenkel

Doble vida:
- Marta Bianchi
- Olga Zubarry
- Rita Terranova como Marcia Moreno Rivas
- Raúl Rizzo como Gerardo
- Salo Pasik
- María Elina Rúas
- Catalina Speroni
- Mario Lobarden
- Ricardo Sister
- Diego Martín Suárez como Lito
- Hugo Midón como Enrique

Grave dolencia:
- Marta Bianchi como Verónica
- Juan Leyrado como Santiago, expareja de Verónica
- Linda Peretz
- Mónica Galán como Nina, asistente de Verónica
- Alicia Aller como Dra. Zamora
- Niní Gambier como Tía de Verónica
- Alberto Martín como Joaquín
- Miriam Strat
- Iris Morenza
- Diego Rodríguez como Alex
- Irene Grassi
- Stella Maris Morressi
- Gastón Carballo
- Juan Carlos Gianuzzi

Niños maltratados:
- Marta Bianchi como Amelia
- Olga Zubarry
- Catalina Speroni como Directora
- Hilda Bernard como Madre de Amelia
- Diego Martín Suárez como Daniel
- Adrián Ghio como Padre de Daniel
- Noemí Frenkel como Madre de Daniel
- Edgardo Moreira
- Isaac Eisen

Los niños:
- Lila Rabinovich
- Gonzalo Santino
- Maximiliano D'Alessandro

Los platos rotos:
- Marta Bianchi
- Olga Zubarry
- Noemí Frenkel
- Manuel Callau
- Silvia Baylé
- Isabel Spagnuolo
- Diego Martínez Suárez
- José María Rivara
- Juan Carlos Alegre
- Silvia Suárez
- Pachi Armas

Una hija no deseada: 
- Marta Bianchi
- Olga Zubarry
- Virginia Innocenti como Claudia Rossi, Lali

Otros actores invitados:
- Ximena Fassi
- Laura Novoa
- Virginia Faiad
- Osvaldo Santoro
- Liana Lombard
- Sebastián Miranda
- Salo Pasik
- María Elina Rúas

## Equipo técnico
- Asistente de dirección: Jorge Canali
- Cámara de exteriores: Atilio Biondo- Julio Monteperto
- Sonido y musicalización: Héctor González (h)
- Editor de V.T.R.: Antonio Olivera- Felipe Lima
- Cámaras: Héctor O. Maneyro- Marcelo O. Gómez-Osvaldo Schenkel- Miguel Petruzzi- Daniel Galimberti
- Operador de video: Miguel La Giola- Rubén González
- Operador de V.T.R.: Rubén Molina
- Sistema de computación de luces: Jorge Filardi- Guillermo López
- Reflectoristas: Elvio Toledo- Luis Barros- Aníbal Britez- Alejandro López- Heriberto Garraham- Carlos Martínez-Andrés Saavedra
- Microfonistas: Eduardo Scarfia- Carlos Lonero- Héctor Alvarado- Esteban Barreira
- Conductor de Cámaras: Cristian Santana- Pablo Regueira
- Coordinadora de vestuario: Ana María Quintana
- Asistente de vestuario: Yaya Cosarinsky
- Telecine: Jorge Madonis- Ariel Motta
- Maquillaje: Olga Giudice- Teresa Farese- Alicia Gattone- Analía Burgos
- Maquinistas: Victor Jofre- Rafael Montenegro-Carlos Santillán
- Utilería: Miguel Ocampo
- Modista: Mecha García
- Auxiliar de camarines: Margarita Caimary
- Peinados: Olga Giudice
- Exteriores:
- Sonido: Ernesto Fuentes
- Operador de B.C.N.: Eduardo Carelli
- Reflectoristas: Perez Lujan- Juan C. Volpato
- Microfonistas: Marcos Brites
- Conductor de Cámaras: Horacio Sosa
- Electricista: Domingo Viola
- Apuntadora: Chichi Bourgues
- Flores y plantas: Norali (Bartolomé Mitre 2345)